# 高松車站 (香川縣)

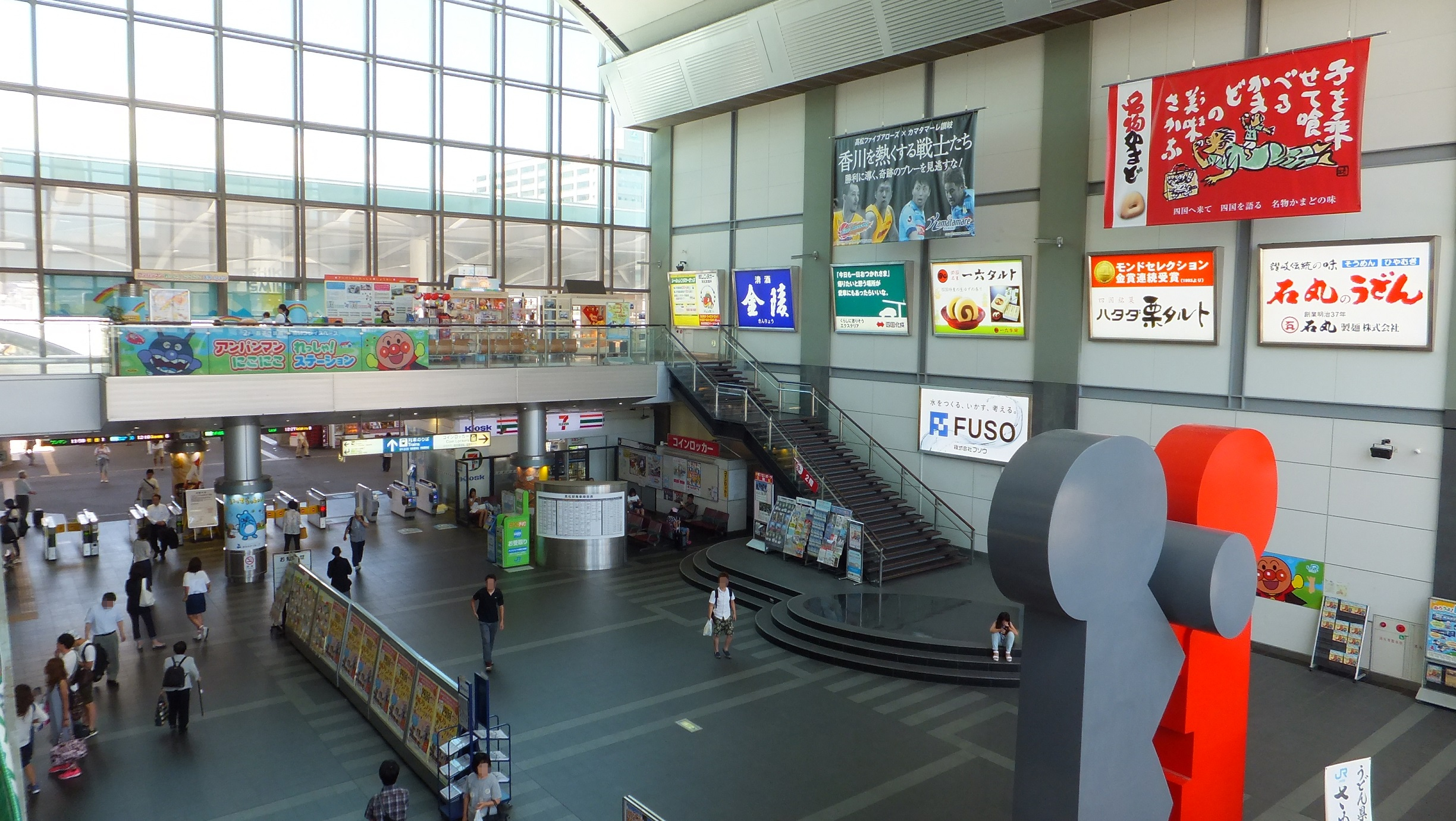

高松車站（日语：〔〕／ Takamatsu eki */?）是一位於日本香川縣高松市濱之町、隸屬於四國旅客鐵道（JR四國）與日本貨物鐵道（JR貨物）的鐵路車站。高松車站除了是四國島北部與東部主要幹線予讚線與高德線的接駁點與起點車站之外，也是香川縣縣廳所在地高松市的主車站，因此在高松車站的站名標誌上，尚可看到「瀨戶之都、四國最北端的車站」（'）的標語，而該站的旅客進出量一直都是四國地區排名第1。2013年度的使用人數為12,394人，是全JR四國車站中唯一能超過10,000人次的車站。然而，相比宇高航線時代的每日使用人數有近18,000人次而言，目前的人數仍然不足以往的七成。
高松車站緊鄰瀨戶內海南邊海岸的主要港口高松港，因此也是陸運與海運線之間的主要接駁點。
在高松車站東面約200公尺處，可以見到隸屬於高松琴平電氣鐵道琴平線的高松築港車站，因此高松車站也可視為兩家不同系統的鐵路公司間之轉車站。
車站愛稱為「讚岐高松烏龍麵站」。

## 概要
高松站是香川縣縣廳所在地高松市的玄關口，與高松琴平電氣鐵道（琴電）瓦町站並列為該市兩大鐵路總站。可搭乘特急列車前往德島縣德島、愛媛縣松山、高知縣高知四國地方全縣廳所在地的本站，在過去還是接駁連接四國與本州的鐵路渡輪「宇高連絡船」的轉乘站，在線路上為終端車站構造。因此，所有月台皆為港灣式月台構造，站前廣場至月台皆無段差。
在車票上，本站站名印為「（讃）高松」，以便與JR西日本七尾線高松站區別。

### 鐵道路線
高松站的停靠路線有予讚線、高德線兩條路線，其中予讃線為所屬線。兩線皆以本站為起點。此外，土讚線、本四備讚線列車可經由予讃線抵達本站。本四備讚線列車系統的愛稱為「瀨戶大橋線」，本站是其四國側的起點。
車站往東約200公尺是高松琴平電氣鐵道琴平線的高松築港車站。

## 歷史
- 1897年（明治30年）2月21日 - 讚岐鐵道通車，高松車站啟用[1]，開始提供客運與貨運服務。當時第一代的站房實際上位於今日高松車站西南方的位置。
- 1904年（明治37年）12月1日 - 營業管理權由讚岐鐵道轉移至山陽鐵道[1]。
- 1906年（明治39年）12月1日 - 山陽鐵道根據鐵道國有法收歸國有，高松車站也因此成為日本國有鐵道所屬的車站之一[1]。
- 1910年（明治43年）6月12日 - 宇高航路（往返於岡山縣宇野～高松之間的鐵路聯絡船）開始通航[1]。
- 1910年（明治43年）7月1日 - 車站遷址至高松港附近，第二代站房開始啟用。
- 1911年（明治44年）12月20日 - 緊鄰高松車站旁的高松棧橋候船室（高松桟橋待合所）啟用。
- 1924年（大正13年）8月10日 - 同屬高松車站站區內，高松棧橋～高松之間設置了內部的接駁路線。
- 1925年（大正14年）8月1日 - 高德線通車。
- 1959年（昭和34年）9月15日 - 車站站址再度往東方遷移到更靠近碼頭處，高松棧橋車站廢站並將其原本的功能與高松車站統合，第三代站房啟用。至於原本的第二代站房並沒有拆除，原本是被指定為日本的鐵道紀念物進行保存，卻不幸在1960年8月20日時，因為大火焚燬[1]。
- 1987年（昭和62年）4月1日 - 日本國鐵分割民營化，高松車站的營運由JR四國、JR貨物繼承。
- 1988年（昭和63年）4月10日 - 配合瀨戶大橋的通車與瀨戶大橋線的啟用，除了高速渡輪之外，所有宇高連絡船的航班全都取消。
- 1990年（平成2年）4月1日 - 宇高航路高速船停止營業。
- 1991年（平成3年）4月1日 - 宇高航路高速船廢航。
- 1997年（平成9年）12月19日：因應港頭地區再開發的具體化，第3代站房結束使用[6]。12月20日開始啟用臨時站房[7]。
- 2000年（平成12年）
  - 3月4日：4代目站房動工式[6]。
  - 8月22日 - 包括貨櫃運輸在內的貨運業務轉移到新設的高松貨物總站（高松貨物ターミナル駅）營運，貨運列車不再駛入高松車站[8]。
  - 10月31日：線路切換工程，0號線廢止，3號線啟用[9]。此外，天橋停止使用，站房與月台間僅剩平面移動[9]。
- 2001年5月13日 - 車站站址再度往西遷移，第四代站房啟用[10]。（舊址往西移動0.3公里[11] ）。
- 2005年3月25日 - 受到土佐黑潮鐵道宿毛站所發生、列車高速衝撞車站造成脫軌的意外事件，喚起各界對於港灣式月台安全防護的關切。因此高松車站也增設了速度感應式的自動列車停止裝置（ATS）。
- 2008年（平成20年）
  - 6月1日：啟用自動驗票閘門與指定席售票機。
  - 10月10日：Express預約終端機啟用。
- 2012年（平成24年）
  - 3月17日：啟用IC卡「ICOCA」[12]。
  - 3月29日：配合香川縣展開的「烏龍麵縣」活動，車站導入愛稱「讚岐高松烏龍麵站」。最初稱為「讚岐烏龍麵站」，但在高松市政府與市民的反對之下加回「高松」二字[3]。

### 舊高松站
1897年（明治30年）2月21日讃岐鐵道車站開業至1910年（明治43年）6月30日為止的13年間，高松站是位於現址西南方1.3公里的香川郡宮脇村大字西濱（現在的高松市扇町二丁目、香川縣立盲學校），通稱「西濱車站」。
高松港與本州岡山縣之間的鐵路聯絡船起於1897年左右的讃岐鐵道汽船會社的三蟠港（現岡山市中區）航線，1903年起由山陽汽船正式運行。但是三蟠港至岡山站的轉乘有諸多不便，因此本州側港口改為宇野港，並於1910年（明治43年）6月12日開通宇高航路。
而四國側的高松港，為了提升鐵道連絡的便利性，高松站需要遷移至離港口更近的位置，因此在宇高航路起航後20日後的1910年（明治43年）7月1日，於高松市新湊町（現濱之町）開設新高松站。
配合新站房的移轉，線路也改成現在的路線。舊站房現為香川縣立盲學校。而從高松操車場往東的舊路線則為現在的高松市道五番町西寶線。該道路進行拓寬工程時曾在舊站房附近挖出月台的紅磚。

### 琴電車站連結（鄰接）計畫
高松市原先規劃利用車站南側的土地，進行琴電高架（交通立體化）延伸計畫，但在2005年因香川縣財政困難而凍結，2010年2月10日香川縣公共事業再評價委員會回覆事業中止。同年2月25日，時任知事真鍋武紀於香川縣議會正式宣布計畫中止。另外，在計畫時，JR與琴電等相關人士之間並未進行會談。真鍋知事決定中止時也表示將「藉由（兩站連絡）具屋頂的步道與指標，提升民眾的舒適性與便利性」。對此，2010年7月將車站入口往東的步道屋頂從站前計程車乘車處延伸至中央通交差點前。
另一方面，高松市在2008年起研擬琴電琴平線佛生山站以北導入LRT，2009年12月協議會中公開的規劃案亦將JR高松站列為起點。
之後，車站南側的土地整備為高速巴士總站，並於2013年10月1日啟用。

## 車站構造
高松車站為一設於地面上的終點式車站，配置有4座港灣式月台共9條乘車線，所有的路線終點都朝向緊鄰在車站邊的高松港方向。由於採港灣式月台設計，因此從車站外的道路與站前廣場開始一路走到上車處，沿途完全沒有任何階梯存在，是百分之百的無障礙空間設計。
本站是JR四國管轄站之中唯一部分月台與無階化列車之間有少許段差的車站。月台上設有候車室。2010年，4、5號線與6、7號線月台候車室導入空調，開啟時間為6時30分至22時。列車進站音樂為《瀨戶的新娘》（不僅本站，香川、愛媛（松山站以西除外）兩縣內主要車站都是使用同曲作為進站音樂。）。

### 月台配置

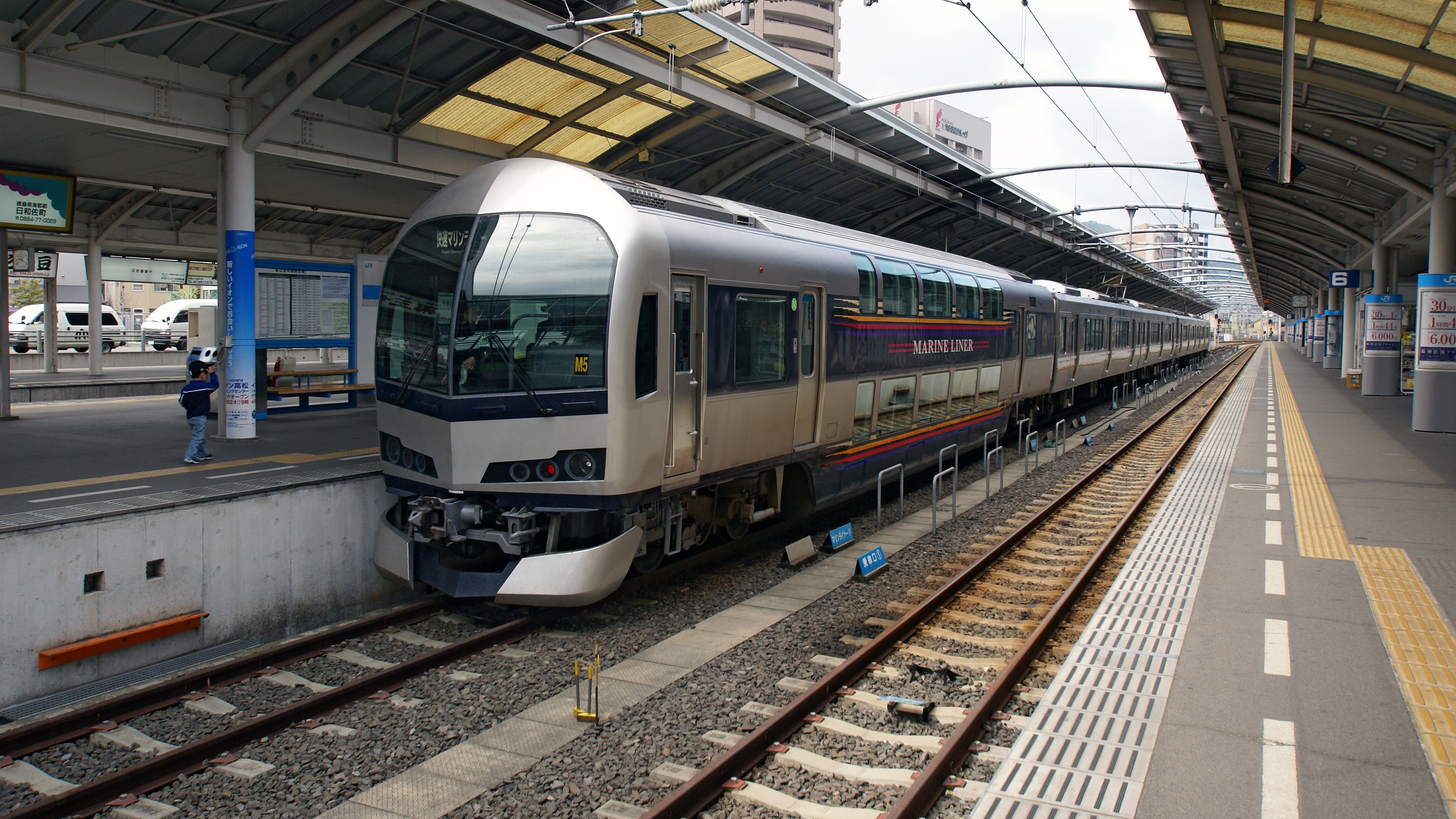
停靠5號月台的Marine Liner。

- 1 - 3號線沒有架空線，電車無法進入，是高德線方向的柴聯車列車專用線路。2號線是1號線月台的缺口部分。月台高度960mm。

- - 1號線可停靠4輛編組，2號線可停靠3輛編組，3號線可停靠7輛編組列車。
- 4號線為了也能停靠有階的柴聯車，因此月台高度較高(960mm)。予讚線的柴聯車可停靠全部月台。

- 5 - 9號線主要是電車列車與特急的2000系柴聯車等無階化列車停靠，因此月台較高（1,100mm）。
  - 4 - 7號線可停靠8輛編組、8號線可停靠9輛編組、9號線可停靠10輛編組列車。
- 快速「Marine Liner」交互停靠5號與6號月台，站台上的顯示器會顯示先發列車的月台。
- 由於是港灣式月台構造，岡山起訖的特急「渦潮」在本站會更改行進方向。

- 瀨戶大橋線沒有本站起訖的普通定期列車，僅有快速「Marine Liner」，可在兒島站與線內的普通列車接續。

| 月台       | 路線                 | 目的地                       | 備註                                               |
| ---------- | -------------------- | ---------------------------- | -------------------------------------------------- |
| 1－3       | ■高德線              | 志度、三本松、德島方向       | 特急「渦潮」於3號月台開出 首班車在5號月台          |
| 4、7       | ■予讚線、■土讚線直通 | 坂出、觀音寺、松山、高知方向 | 特急「石锤」主要使用7號月台                        |
| 5、6、8、9 | ■予讚線、■土讚線直通 | 坂出、觀音寺、松山、高知方向 | 特急「四萬十」主要使用6、8號月台                   |
| 5、6、8、9 | ■瀨戶大橋線          | 岡山、東京方向               | 一般使用5、6號月台 寢台特急「日出瀨戶」使用9號月台 |

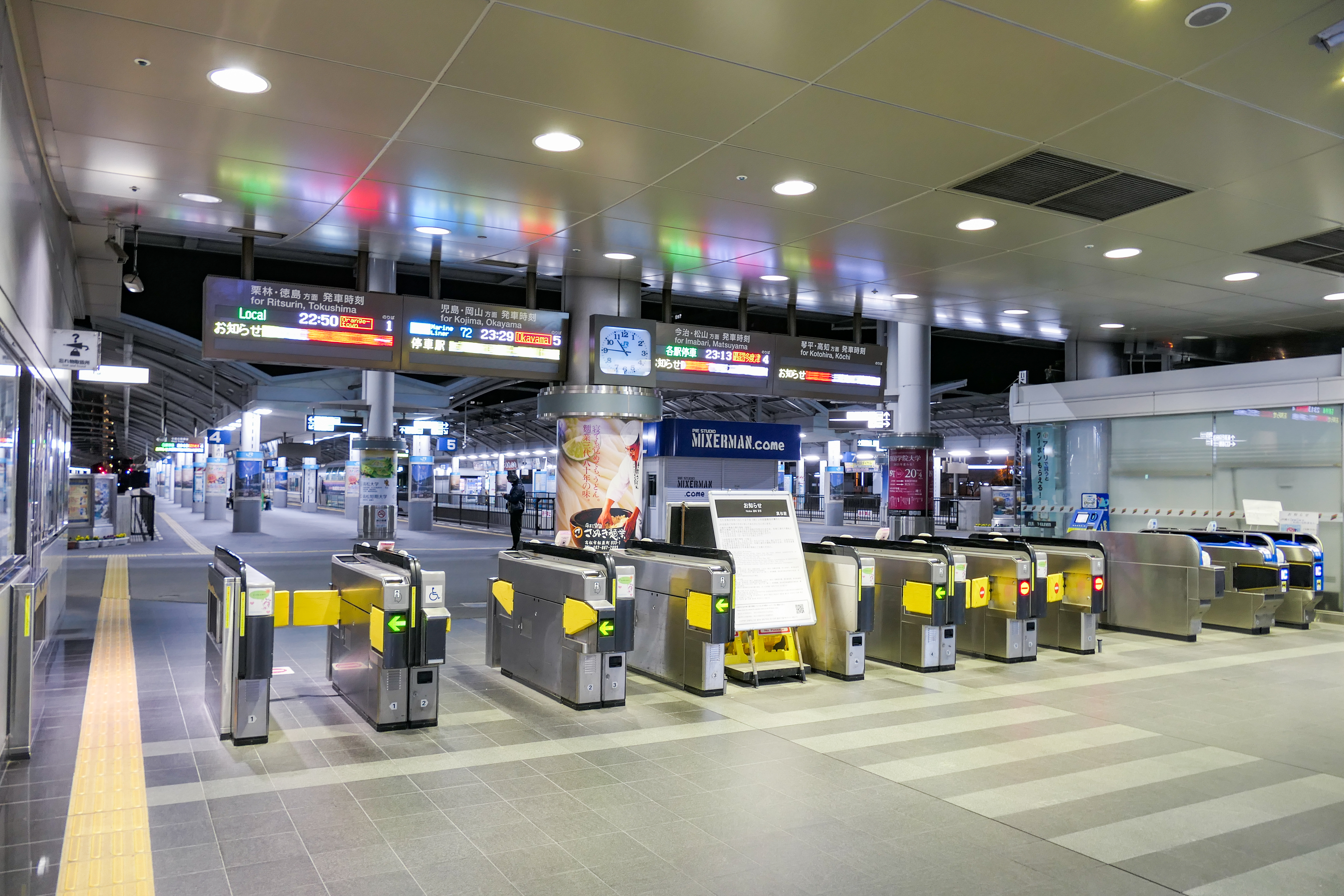
檢票口（2021年12月）
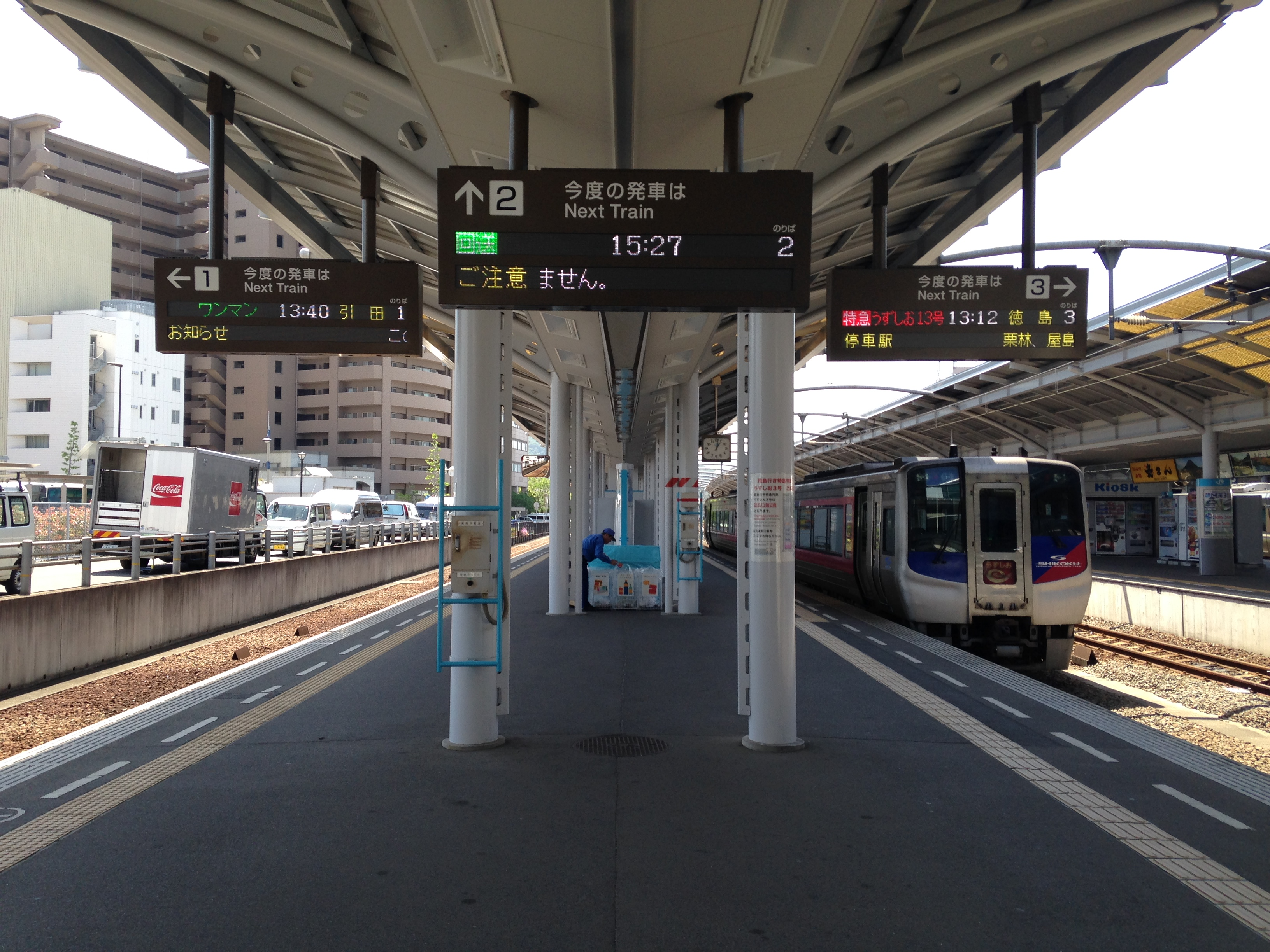
1・2・3號月台（2016年5月）
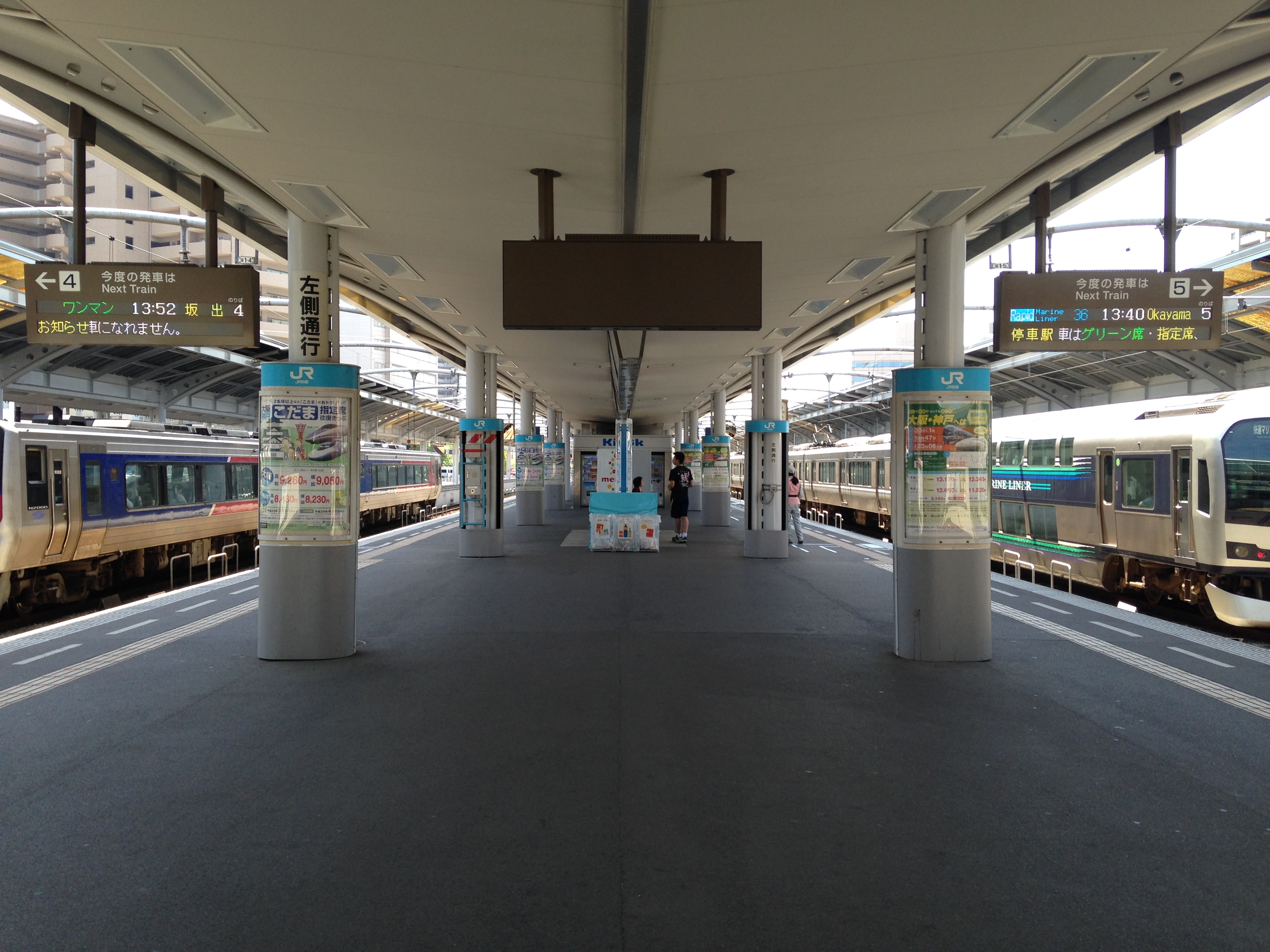
4・5號月台（2016年5月）
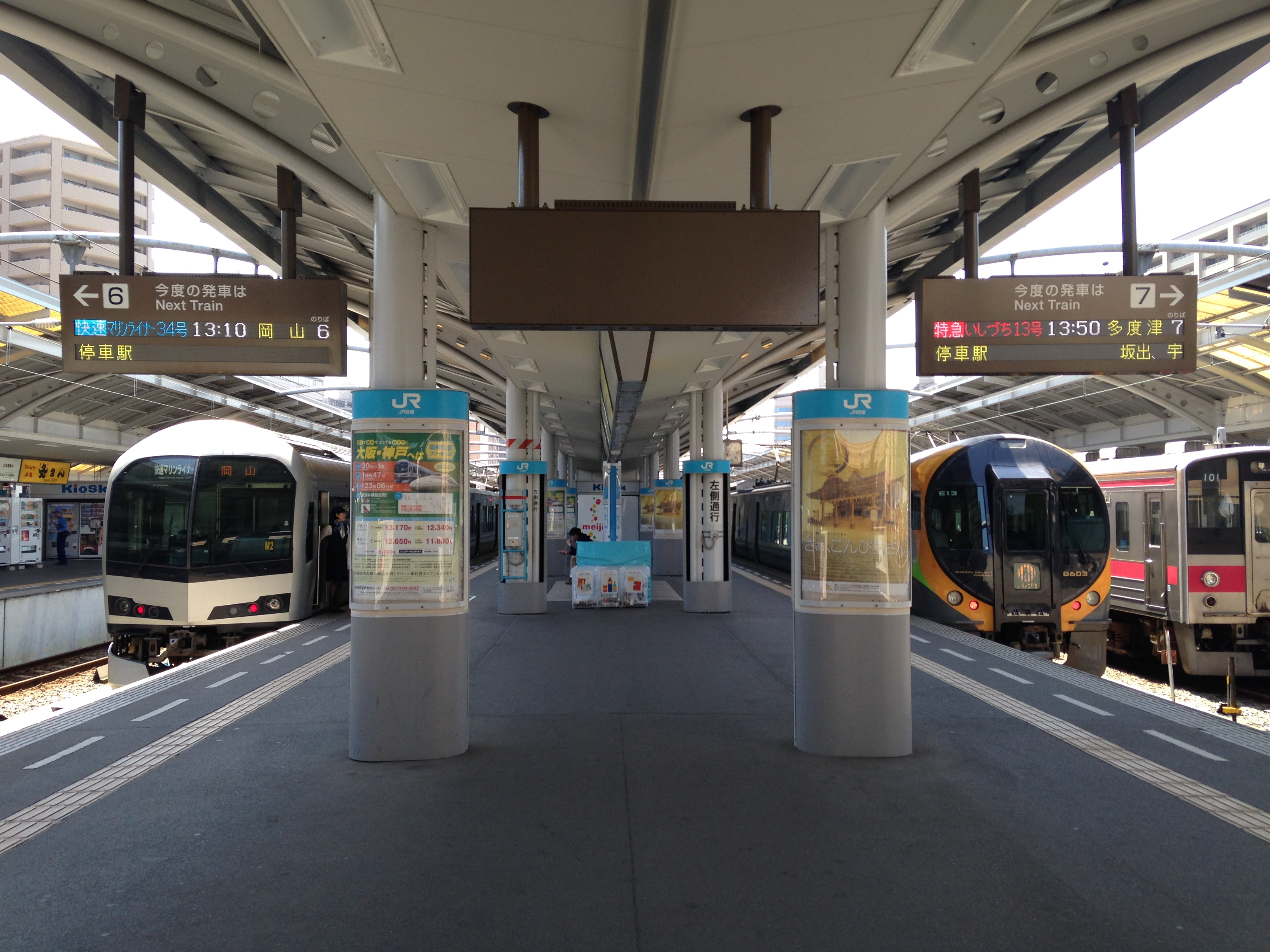
6・7號月台（2016年5月）
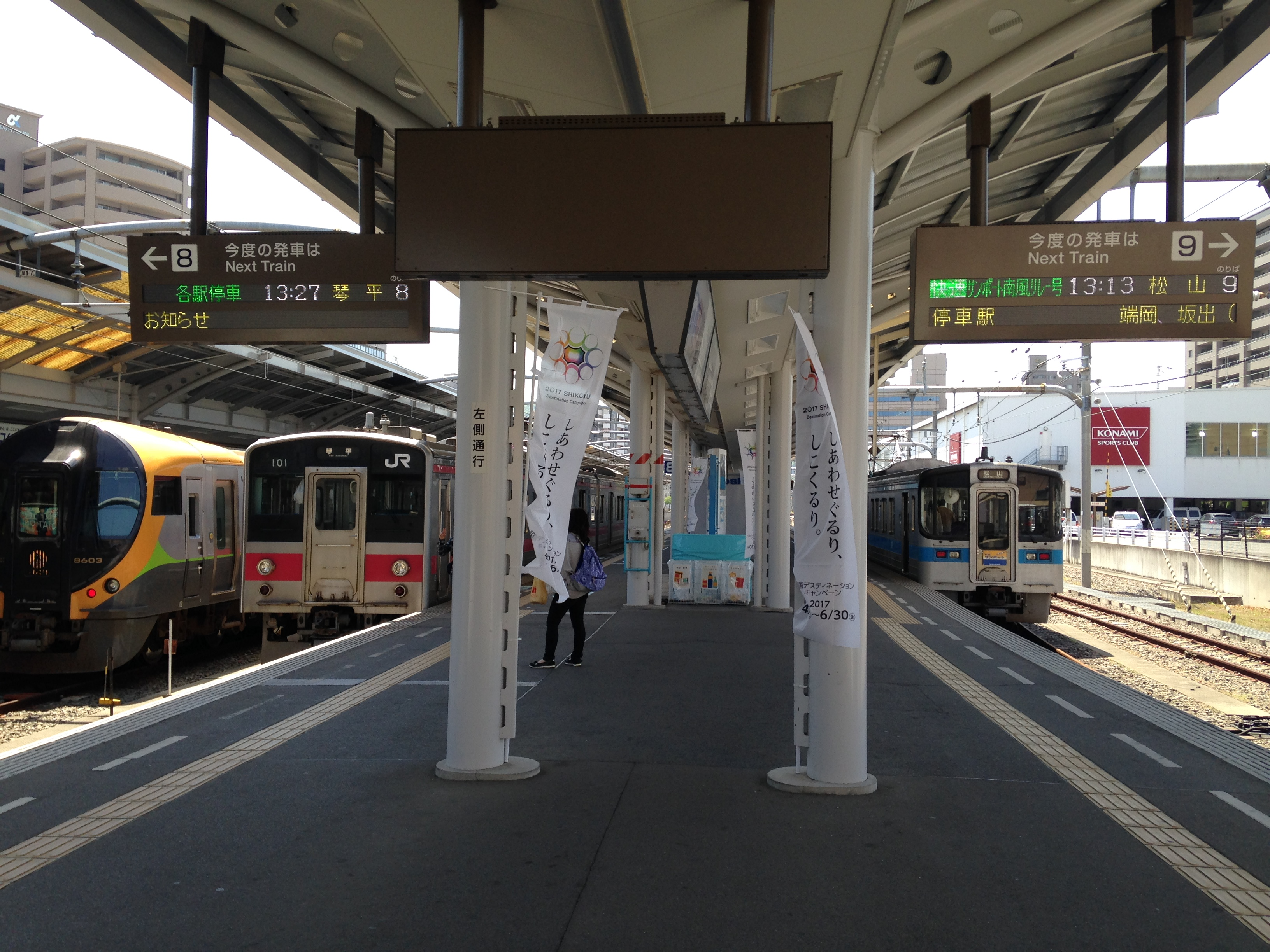
8・9號月台（2016年5月）

### 站內設施

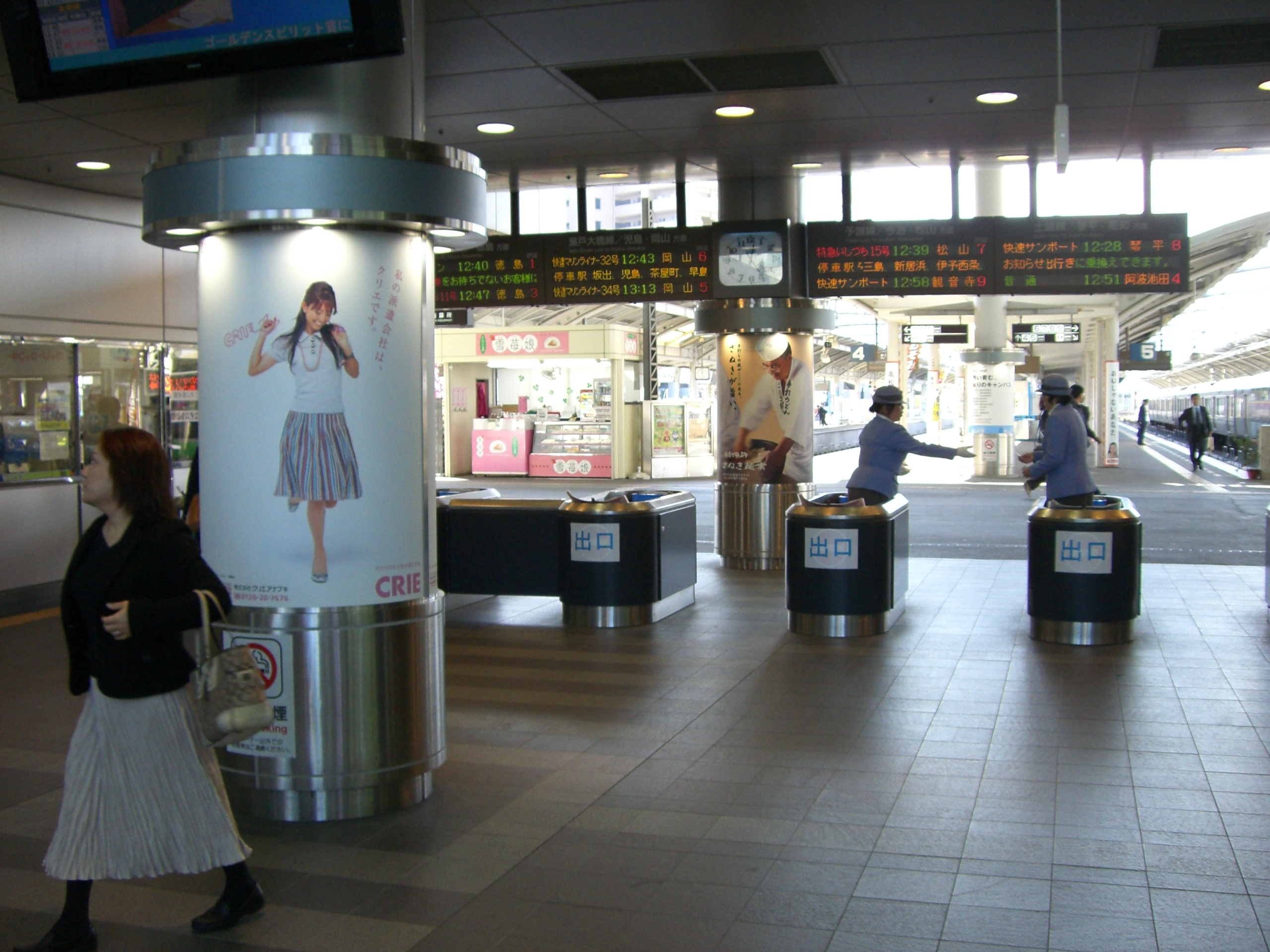
剪票口（導入自動驗票閘門以前）

除了剪票口與大廳、綠色窗口等車站設施外，還有Warp高松支店與車站租車等旅行相關設施、商業設施「COM高松」等。

## 營運情況
每日平均上車人次如下表。
高松過去因是鐵路與宇高連絡船的接續站而帶來人潮，連絡船廢除後仍是四國境內所有鐵路線的起點。此站到發的列車多達360班，是JR四國使用人數、到發列車數最多的車站。
整體的使用人數有逐年減少的傾向，但在1988年（昭和63年）4月10日瀨戶大橋開通、瀨戶大橋線開業的影響下，該年的使用人數比前年暴增了四成。
| 年           | 上車人次  | 上車人次    | 上車人次    | 上車人次    | 下車人員  | 下車人員    | 比前年 |
| 年           | 1日平均   | 總數        | 普通        | 定期        | 1日平均   | 總數        | 比前年 |
| ------------ | --------- | ----------- | ----------- | ----------- | --------- | ----------- | ------ |
| 2010年代平均 | 1萬2515人 | 456萬7997人 | 209萬6803人 | 247萬1194人 | 1萬2513人 | 456萬7287人 | -6.0%  |
| 2015年       | 1萬2721人 | 464萬3164人 | 217萬9564人 | 246萬3600人 | 1萬3377人 | 488萬2681人 | 2.6%   |
| 2014年       | 1萬2402人 | 452萬6687人 | 209萬9240人 | 242萬7447人 | 1萬2322人 | 449萬7426人 | -2.3%  |
| 2013年       | 1萬2689人 | 463萬1410人 | 214萬8480人 | 248萬2930人 | 1萬2542人 | 457萬7796人 | 2.4%   |
| 2012年       | 1萬2386人 | 452萬0711人 | 207萬4089人 | 244萬6622人 | 1萬2276人 | 448萬0827人 | 0.2%   |
| 2011年       | 1萬2362人 | 451萬2091人 | 203萬3351人 | 247萬8740人 | 1萬2203人 | 445萬4049人 | -1.3%  |
| 2010年       | 1萬2531人 | 457萬3916人 | 204萬6092人 | 252萬7824人 | 1萬2359人 | 451萬0944人 | -0.7%  |
| 2000年代平均 | 1萬3320人 | 485萬8934人 | 233萬3450人 | 252萬8480人 | 1萬3163人 | 480萬4446人 | -20.8% |
| 2009年       | 1萬2621人 | 460萬6659人 | 205萬6187人 | 255萬0472人 | 1萬2436人 | 453萬9017人 | -4.5%  |
| 2008年       | 1萬3215人 | 482萬3339人 | 226萬7380人 | 255萬5959人 | 1萬3055人 | 476萬5139人 | -1.4%  |
| 2007年       | 1萬3401人 | 489萬1354人 | 233萬6362人 | 255萬4992人 | 1萬3232人 | 482萬9509人 | 1.5%   |
| 2006年       | 1萬3208人 | 482萬0831人 | 230萬9726人 | 251萬1105人 | 1萬3047人 | 476萬2142人 | 0.7%   |
| 2005年       | 1萬3120人 | 478萬8643人 | 229萬0817人 | 249萬7826人 | 1萬2973人 | 473萬5204人 | -2.1%  |
| 2004年       | 1萬3405人 | 489萬3002人 | 237萬0885人 | 252萬2117人 | 1萬3208人 | 482萬0927人 | 0.2%   |
| 2003年       | 1萬3384人 | 485萬5266人 | 237萬7198人 | 250萬8028人 | 1萬3195人 | 481萬6024人 | 0.9%   |
| 2002年       | 1萬3262人 | 484萬0806人 | 237萬7543人 | 246萬3263人 | 1萬3143人 | 479萬7222人 | -3.0%  |
| 2001年       | 1萬3677人 | 499萬2110人 | 246萬6796人 | 252萬5314人 | 1萬3520人 | 493萬4722人 | -1.7%  |
| 2000年       | 1萬3910人 | 507萬7332人 | 248萬1609人 | 259萬5723人 | 1萬3821人 | 504萬4550人 | -4.9%  |
| 1990年代平均 | 1萬6814人 | 613萬6949人 | 321萬8985人 | 291萬7965人 | 1萬6290人 | 594萬5916人 | 9.7%   |
| 1999年       | 1萬4620人 | 533萬6317人 | 265萬5305人 | 268萬1012人 | 1萬4423人 | 526萬4458人 | -5.6%  |
| 1998年       | 1萬5492人 | 565萬4526人 | 283萬9792人 | 281萬4734人 | 1萬5080人 | 550萬4152人 | -7.1%  |
| 1997年       | 1萬6671人 | 608萬5067人 | 312萬6899人 | 295萬8168人 | 1萬6166人 | 590萬0442人 | -2.4%  |
| 1996年       | 1萬7080人 | 623萬4204人 | 322萬5788人 | 300萬8416人 | 1萬6489人 | 601萬8496人 | -0.4%  |
| 1995年       | 1萬7155人 | 626萬1395人 | 324萬8820人 | 301萬2575人 | 1萬6544人 | 603萬8460人 | 1.6%   |
| 1994年       | 1萬6888人 | 616萬4282人 | 317萬4686人 | 298萬9596人 | 1萬6325人 | 595萬8519人 | -4.5%  |
| 1993年       | 1萬7678人 | 645萬2326人 | 341萬6943人 | 303萬5383人 | 1萬7016人 | 621萬0947人 | 1.5%   |
| 1992年       | 1萬7418人 | 635萬7671人 | 339萬6025人 | 296萬1652人 | 1萬6885人 | 616萬3061人 | -2.0%  |
| 1991年       | 1萬7766人 | 648萬4503人 | 356萬7396人 | 291萬7107人 | 1萬7337人 | 632萬7872人 | 2.3%   |
| 1990年       | 1萬7368人 | 633萬9201人 | 353萬8197人 | 280萬1004人 | 1萬6638人 | 607萬2754人 | 3.1%   |
| 1980年代平均 | 1萬5327人 | 559萬7078人 | 307萬5066人 | 252萬2012人 | 1萬5159人 | 553萬1595人 | -9.7%  |
| 1989年       | 1萬6840人 | 614萬6488人 | 348萬6017人 | 266萬0471人 | 1萬6256人 | 593萬3454人 | -4.6%  |
| 1988年       | 1萬7649人 | 644萬1912人 | 389萬2307人 | 254萬9605人 | 1萬7266人 | 630萬2243人 | 41.2%  |
| 1987年       | 1萬2500人 | 457萬4989人 | 210萬5647人 | 246萬9342人 | 1萬2204人 | 446萬6626人 | -14.0% |
| 1986年       | 1萬4528人 | 530萬2901人 | 290萬1123人 | 240萬1778人 | 1萬4333人 | 523萬1429人 | 0.3%   |
| 1985年       | 1萬4484人 | 528萬6668人 | 287萬6981人 | 240萬9687人 | 1萬4402人 | 525萬6681人 | -0.5%  |
| 1984年       | 1萬4561人 | 531萬4750人 | 291萬0011人 | 240萬4739人 | 1萬4500人 | 529萬2220人 | -2.1%  |
| 1983年       | 1萬4869人 | 544萬2058人 | 298萬0834人 | 246萬1224人 | 1萬4792人 | 541萬3873人 | -3.6%  |
| 1982年       | 1萬5428人 | 563萬1189人 | 308萬6535人 | 254萬4654人 | 1萬5428人 | 558萬8693人 | -3.6%  |
| 1981年       | 1萬6011人 | 584萬2915人 | 320萬8523人 | 263萬4392人 | 1萬5948人 | 582萬0840人 | -2.4%  |
| 1980年       | 1萬6402人 | 598萬6911人 | 330萬2685人 | 268萬4226人 | 1萬6465人 | 600萬9890人 | -0.6%  |
| 1979年       | 1萬6507人 | 604萬1410人 | 333萬5516人 | 270萬5894人 | 1萬6581人 | 606萬8758人 | -2.9%  |
| 1978年       | 1萬6995人 | 620萬3075人 | 345萬0989人 | 275萬2086人 | 1萬6790人 | 619萬4198人 | -2.3%  |
| 1977年       | 1萬7394人 | 634萬8962人 | 357萬8681人 | 277萬0281人 | 1萬7258人 | 629萬9234人 |        |

一日平均乘車人次（單位：人/日）（1977年至1996年的20年間）
一日平均乘車人次（單位：人/日）（1977年至2015年的19年間）
由於要在岡山站接續山陽新幹線的始發列車，因此本站的首班車較早（2016年的首班車是4時35分發車的快速「Marine Liner2號」)。綠色窗口的營業時間也配合首班車提早至4時20分開始。
本站與出雲市站是全國營業時間最早開始的綠色窗口。

## 車站周邊
高松站、高松港旅客總站等高松港頭地區一帶屬於「Sunport高松」再開發地區，往高松港的車站北側有辦公大樓、高松Sunport合同廳舍（2006年12月完成）、多棟高層公寓林立。另外，站前廣場前有四國最大級的都市飯店JR高松克雷緬特飯店、高151公尺的高松地標塔、高松港旅客總站等大樓群。JR四國本社也在此地區。
高松的繁華街在琴電瓦町站周邊，高松站周邊則發展乘新的商業、業務據點。
- 高松港旅客總站大樓
- 玉藻公園（高松城址）
- 德成寺（日语：徳成寺 (高松市)）
- 高松地標塔
  - MARITIME PLAZA高松（日语：マリタイムプラザ高松）（高松地標塔內的購物商場）
  - Sunport Hall高松（日语：高松市文化芸術ホール）
- 北濱alley（日语：北浜alley）

- 國道30號（水城通（日语：水城通り）、中央通（日语：中央通り (高松市)））
- 香川縣道173號高松停車場栗林公園線（日语：香川県道173号高松停車場栗林公園線）（縣廳前通）
- 高松北警察署（日语：高松北警察署）
- 高松法務合同廳舍
  - 高松高等檢察廳（日语：高松高等検察庁）
  - 高松地方檢察廳（日语：高松地方検察庁）
  - 高松區檢察廳（日语：高松区検察庁）
  - 高松入國管理局（日语：高松入国管理局）
  - 高松法務局（日语：高松法務局）
  - 高松矯正管區（日语：高松矯正管区）
- 高松高等裁判所、地方裁判所、家庭裁判所及簡易裁判所合同廳舍
  - 高松高等裁判所
  - 高松地方裁判所（日语：高松地方裁判所）
  - 高松家庭裁判所（日语：高松家庭裁判所）
  - 高松簡易裁判所（日语：高松簡易裁判所）
- 高松中央郵便局（日语：高松中央郵便局）
- 日本銀行高松支店
- 四國電力本社
- 西日本放送本社
- 香川縣農業協同組合（日语：香川県農業協同組合）本店
- NHK高松放送局
- 多肥西公園[21]

### 路線巴士
高松站巴士站是高松市內大部分路線巴士的發車點，也是高速巴士的停車點。乘車處位於高松站前廣場北側與車站南側的「高松站前巴士總站」，並有雨棚連結車站。2013年9月以前的巴士站僅在北側，同年10月1日起高速巴士移至車站南側（高松築港站移轉預定地）新設的乘車處。

## 其他
在高松車站所銷售的車票上可以見到「(讚)高松」的站名，其中「讚」字意指的是該站所屬的予讚線，用來跟隸屬於西日本旅客鐵道（JR西日本）七尾線上的石川縣高松車站作區隔。由於自岡山發車的列車分別有駛往本站和駛往備中高松的班次，為了避免混淆包括站內的廣播、海報或口語上，都會用「四國高松」來意指此處的高松車站。
在瀨戶大橋線通車啟用之前，高松曾一度是四國島上的所有鐵路路線的發起車站，因此當時所有自高松出發的列車都定義為「下行」列車，返抵高松的稱為「上行」。但在瀨戶大橋線通車後，列車的上下行關係變成以東京作為起算點，整個四國島上最靠近本州島的發起車站變成宇多津，因此自高松發車行駛予讚線的列車變成相反的「上行」，而抵達高松的則是「下行」（往德島方向的列車之上下行關係則與先前相同）。

## 相鄰車站
特急參見各自的列車條目。
四國旅客鐵道（JR四國）
■予讚線（包括■瀨戶大橋線）
- 寢台特急「日出瀨戶」、特急「石槌」「午夜EXP高松」「早上EXP高松」「四萬十」起訖站、特急「渦潮」停靠站

■快速「Marine Liner」
高松（Y00）－坂出（Y08）（但早上、深夜的車班會停靠隔鄰的鬼無（Y02））
■快速「Sunport」
高松（Y00）－端岡（Y03）（但各有一班早上的上行與黃昏的下行列車會停靠鬼無（Y02））
■普通
高松（Y00）－香西（Y01）
■高德線
- 特急「渦潮」停靠站

■普通
高松（T28）－昭和町（T27）

## 外部連結
- （日語）高松站（JR四國） （页面存档备份，存于）

34°21′3″N 134°2′48″E / 34.35083°N 134.04667°E